# Polywell
Polywell er et koncept til indeslutning af plasma, som kan anvendes til fremtidige fusionsreaktorer i kraftværker. Ordet er en sammentrækning af 'polyhedron' og 'potential well'.
Polywell består af en samling elektromagneter arrangeret i en polyeder i et vakuum, samt en elektronkilde i form af et elektronrør og en brændstofkilde, der kan være Deuterium, Tritium, Bor o.a.
Designet er baseret på en Farnsworth-Hirsch-fusor, som bruges i dag til fremstilling af neutroner, men som ikke kan udnyttes til at producere overskudsenergi. Polywell er udviklet af den afdøde Robert Bussard for den amerikanske flåde, og er under videre udvikling under ledelse af Richard Nebel.
 Denne artikel bør gennemlæses af en person med fagkendskab for at sikre den faglige korrekthed.

| Fysik | Spire Denne artikel om fysik er en spire som bør udbygges. Du er velkommen til at hjælpe Wikipedia ved at udvide den. |